# Рутковиці (Куявсько-Поморське воєводство)
Рутковиці (пол. Rutkowice) — село в Польщі, у гміні Любень-Куявський Влоцлавського повіту Куявсько-Поморського воєводства.
Населення — 171 особа (2011).
У 1975-1998 роках село належало до Влоцлавського воєводства.

## Демографія
Демографічна структура станом на 31 березня 2011 року:
|          | Загалом | Допрацездатний вік | Працездатний вік | Постпрацездатний вік |
| -------- | ------- | ------------------ | ---------------- | -------------------- |
| Чоловіки | 87      | 18                 | 60               | 9                    |
| Жінки    | 84      | 14                 | 41               | 29                   |
| Разом    | 171     | 32                 | 101              | 38                   |